# Catehină

Epicatechin (EC)

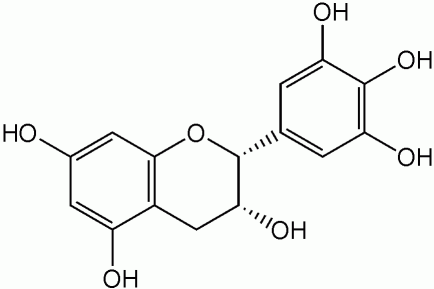
Epigalocatehină (EGC)

Catehinele reprezintă o clasă de compuși organici ce se găsesc în compoziția taninurilor, (taninuri catehice), structura de bază fiind cea a benzopiranului.

## Generalități
Catehinele sunt substanțe de natura polifenolică cu proprietăți antioxidante, fiind de fapt niște metaboliți secundari ai plantelor. Abundă mai ales în planta de ceai, dar și în cacao.

### Proprietăți
Din punct de vedere chimic sunt derivați de flavan-3 ol.
Catehinele sunt epimeri cu epicatechinele atât + epicatechinele cât și – epicatechinele fiind izomerii optici cei mai întâlniți în natură. Catehinele au fost izolate prima dată din extractul de catechu, de unde derivă și denumirea lor. Încălzirea catehinelor peste punctul de descompunere duce la eliberarea de pirocatehol.
Epigalocatechinele și galocatechinele conțin în plus o grupare hidroxilfenolică, iar prin încălzire eliberează pirogalol.
Catehinele constituie circa 20% din masa uscată a frunzelor de ceai, dar conținutul total de catehine depinde în mare măsura de variațiile clonelor, de creșterea locală, variația sezonieră a luminii, de altitudine. Sunt prezente în toate sortimentele de ceai: ceai negru, ceai verde, ceai alb și ceai Olong. Catehinele mai sunt prezente și în ciocolată, fructe, vegetale și vin.

## Beneficii
Catehinele reduc riscul a patru afecțiuni des întâlnite: accident cerebral, afecțiuni ale miocardului, cancer și diabet. Studiul efectuat a arătat faptul că la populația Kuna din Panama, care consumă zilnic o cantitate de circa 40 cești de cacao pe zi, incidența celor patru boli de mai sus este mai mică de 10%. Dacă epicatehinele sunt direct răspunzătoare de acest efect este încă sub semnul întrebării.